# リッジレーサーズ
『リッジレーサーズ』(Ridge Racers) は、2004年12月12日にナムコ（後のバンダイナムコエンターテインメント）から発売されたレースゲームである。

## 概要
日本では初となる『リッジレーサー』シリーズの携帯型ゲームである。日本、及び海外でのPlayStation Portableのローンチタイトルとなり、シリーズで初めてワイド画面となった。
コンセプトはリッジレーサーの同窓会。
コースは、これまでのシリーズの『リッジレーサー』、『リッジレーサーレボリューション』、『レイジレーサー』、『R4 -RIDGE RACER TYPE 4-』、『リッジレーサーV』、『レイブレーサー』に収録されたコースがリファインされて登場する他、新コースも収録されている。マシンも同様に、これまでのシリーズに登場した物から人気のあるマシンが登場する。同じようにBGMも、過去に収録されたもの、新たに収録されたもの、過去のBGMがリミックスされて登場するものがある。また、ゲーム起動時に遊ぶ事のできるミニゲームが『レボリューション』以来9年振りに復活し、『ニューラリーX』を楽しむことができる。レースクイーンは『R4』から約6年ぶりに永瀬麗子が登場した。
本作には新しいシステムとして、ドリフトをするとニトロがチャージされ、ニトロを発動すると急加速するニトロシステムが搭載された。ちなみに坂判定の大きさは『レイジレーサー』に匹敵するほどである。

## シリーズの新スタンダード
本作で復活、もしくは新搭載された要素は次の通り。
- 永瀬麗子の復活
- ミニゲームの復活
- ニトロシステムの搭載
- グリップタイプの廃止
- 新サイレントドリフト

これらは、以後発売された『リッジレーサー6』・『リッジレーサーズ2』・『リッジレーサー7』に引き継がれており、各作品の挙動も本作以降似た造りとなっている。

## システム

### ドリフト
シリーズお馴染みのドリフトはもちろん健在している。曲がりたい方向へステアリングを切り、アクセルを一瞬離した後に再度アクセルを踏むとマシンがドリフトする。ある程度の速度があればステアリングを切った直後にブレーキを踏んでもドリフト可能。アクセルでもブレーキでもきっかけが起きない速度ではアクセルオフしてからブレーキを踏むとテールを出しやすい。長いコーナーであればハンドルを切りっぱなしにするだけでテールが出る（特にクラス5、6のDYN車とクリナーレは少しハンドルを切っただけでテールが出る）。なお、マシンには以下の3つのドリフトタイプが設定されており、それぞれにおいてドリフトの挙動が異なる。
スタンダード(STD)
最もバランスのとれているタイプ。中級者向け。
ダイナミック(DYN)
ドリフトを維持しやすいが、終了させることが難しいタイプ。ドリフト時の減速率が低く、使いこなせればタイムを出しやすい上級者向け。
マイルド(MLD)
ドリフトを終了させやすいが、維持することが難しいタイプ。ドリフト時の減速率が高いため初心者向け。
スペシャル(SPL)
スペシャルカー専用のタイプ。1ジャンルにまとめられているが、全ての車で特性が違う（クリナーレ→DYN、NEW RALLY-X→MLD、ANGELUS&PAC-MAN→STD）。
また、今作よりサイレントドリフトが復活した。PS版『1』のように凶暴な加速が得られる訳では無いが、最低限の減速でドリフト時の旋回性を得られるのに加え、ニトロもチャージされる。

### ニトロ
ドリフトするとニトロがチャージされ、一定のチャージ量がたまると発動できるようになる。ただしニトロ使用中にドリフトしてもチャージされない。ニトロを発動するとレブリミッターがキャンセルされ、本来の最高速以上の速度を叩き出す事が出来る。レース中はドリフトとニトロを使いこなすことが重要となる。ニトロは最大3回分までチャージすることができる。
ハイスピードでドリフトする事によりゲージの上昇量は高くなるため、いかにミスをしないでドリフトするコーナーに、ドリフト開始と共にニトロが切れるようにたどり着くかが重要になるが、ニトロのチャージ量を考え、緩いコーナーでもドリフトでゲージを貯めるという戦略も有る。
本作から既に最高速度越えかつニトロを使っていない状態でドリフトする事によるアルティメットチャージは存在するのだが、ニトロ使用後の減速率が高いのと、ニトロによる速度ブースト率が低いため、ゲージを光らせる事は非常に難しい。
ゲーム中では『ニトロ』と紹介されるが、正確にはナイトラス・オキサイド・システムである。実際にナレーターは「Ready To The Nitrous!」などとは叫ぶものの、「Nitro!」とは言わない。

## サウンド
今回参加したアーティストは次の8名。誰もがリッジサウンドを生み出してきたアーティストであり、ここにもコンセプトの「リッジシリーズ同窓会」が活きている。
- 細江慎治 (Megaten / SamplingMasters MEGA) - 『リッジ』・『2』・『レイブ』サウンドディレクション担当
- 佐宗綾子 (Aya / SamplingMasters AYA)
- 相原隆行 (J99)
- 中川浩二
- 佐野信義 (sanodg)
- 高橋弘太 (Kohta "SOLIDSTATE" Takahashi) - 『V』サウンドディレクション担当
- 中西哲一
- 大久保博 - 『レイジ』・『R4』サウンドディレクション担当
- 境亜寿香
- 三宅優

本作の新曲の他、過去のシリーズの曲も再収録されている。総トラック数は新曲12曲、リミックス6曲、旧曲12曲の計30曲。リミックスの6曲に関しては、全てオリジナル曲を作曲したアーティストによるセルフリミックスとなっている。

## モード
WORLD TOURS（ワールドツアーズ）
本作のメインである、リッジレーサーの世界を楽しむモード。複数のレースで構成されたツアーをクリアすることで、マシンやコース・プライズなどが獲得できる。また、5分、10分など時間を設定し、その時間に合わせて遊ぶことができるおまかせツアーモードが搭載されている。携帯型ゲームならではの、ちょっとした時間に遊ぶことのできる気軽なモードである。
SINGLE RACE（シングルレース）
手軽にレースを楽しめるモード。
　順位指定や時間制限はない
TIME ATTACK（タイムアタック）
プレイヤーのマシンのみでコースを走り、最速タイムを目指すモード。リプレイデータやゴーストデータを保存することも可能。
WIRELESS BATTLE（ワイヤレスバトル）
PlayStation Portableのアドホック・モードにより最大8人までと対戦できるモード。
OPTIONS（オプション）
ゲームの各種設定を行うモード。AVプレイヤーでは本作に収録されている曲を聞くことができる（ただしオープニングやエンディングなどの曲を除く）。ミニゲームでは『ニューラリーX』を遊ぶ事ができる。

## コース
旧コースの場合、コース名は全て新しいものが設定されている。コースにはそれぞれ通常ルートと逆走ルートがあり、逆走ルートの場合はコース名の後に「R」が付く（例：Seaside Route 765 R）。以下は通常コースの場合について述べる。
なお、R4に登場するコースは全て収録されている。

### リッジレーサー（リッジレーサーVも含む）
Seaside Route765（シーサイド・ルート765） 全長 4108m
初代リッジレーサーの初級・中級コースで、リッジレーサーVのサニービーチ。リッジシリーズの顔とも言えるコース。シンプルなレイアウトが特徴だが、ドリフトで走るにはコース幅が狭く、追い抜きが難しい難コース。
Ridge City Highway （リッジシティハイウェイ） 全長 5868m
初代リッジレーサーの上級コースで、リッジレーサーVのグリーンフィールド。リッジシティの市街地を大回りする。終盤のトリッキーな複合コーナーはシングルだと何とも無いが、敵車が居る場合非常に抜きにくい難所に化ける。

### リッジレーサーレボリューション
Sunset Drive（サンセットドライブ） 全長 4260m
リッジレーサーレボリューションのノービスコース。夕焼けの海辺を走りぬけるコース。低ランク車では大した事が無いジャンプ後のヘアピンだが、高ランク車になるとドリフトしながらジャンプしないといけないという難コーナーになる。
Crystal Coast Highway（クリスタルコーストハイウェイ） 全長 6170m
リッジレーサーレボリューションのアドバンスドコース。スピードが高い状態を維持しやすく、比較的ドリフトが続けやすいコース。後半のトンネルで道幅が急に狭くなるので注意が必要。

### レイジレーサー
Union Hill District（ユニオンヒルディストリクト） 全長 6640m
レイジレーサーのオーバーパスシティ。ジェットコースターのような長い上り坂が大きな特徴。アップダウンが最も激しく、複合コーナーもあり、難易度は高め。
Lakeside Parkway（レイクサイドパークウェイ） 全長 6237m
レイジレーサーのレイクサイドゲート。湖が見えるワインディングロード。スピードが乗りにくく、急激なヘアピンがあるなど、上級者向けになっている。3周目には湖のほとりの飛行機が飛び立つ。

### R4 -RIDGE RACER TYPE 4-
Diablo Canyon Road（ディアブロキャニオンロード） 全長 6686m
R4のワンダーヒル。朝のダムや山を走り抜けるロングコース。後半のループコーナーや長い複合コーナーはこのコースの一番の難所である。
Crimsonrock Pass（クリムゾンロックパス） 全長 6459m
R4のヘブンアンドヘル。夕暮れの峠道を上り下りするコース。ドリフトがしやすく初心者向けである。峠には天文台が見え、コース後半には新しく建物が建っている。
ちなみに順走のリプレイで、天文台からコの字コーナーを抜けるシーンを見ると、路肩が無くなっている。逆走ではこの現象は起こらない。

### レイブレーサー（一部新コース有）
Midtown Expressway（ミッドタウンエキスプレスウェイ） 全長 4619m
レイブレーサーのシティコース。レイブシティ市街地を走るコース。3連続ジャンプが大きな特徴。道幅は広いものの、車の姿勢を崩しやすいレイアウトになっている。ドリフトが必要なコーナーが4つ（クラスによっては3つ）しかなく、いかにハイスピードドリフトを決め、ニトロをチャージしていくかも見せ所の一つ。
かつてダンサーが映っていた巨大ディスプレイは、ヘアピンへの注意喚起を促す表示に変わっている。
Downtown Rave City（ダウンタウンレイブシティ） 全長 6173m〈新コース〉
リッジレーサーズからの新コース。ミッドタウンエキスプレスウェイとコースの一部を共有している。大きな橋やトンネル・レイブシティドームに観覧車とめまぐるしく風景が変わる夜のコース。大ジャンプ後の3連続ヘアピンやブラインドコーナーなど、ダイナミックな走りができる。
原作のレイブレーサーで入る事が出来たループ橋は存在するが、今作では入れない。
Greenpeak Highlands（グリーンピークハイランド） 全長 4033m
レイブレーサーのマウンテンコース。コース横の牛はリッジレーサー名物である。トリッキーなコーナーが多く見通しが悪い、非常に難易度の高いテクニカルコースとなっている。3周目には鳥が飛び立つところが見られる。
Silvercreek Dam（シルバークリークダム）全長 4796m〈新コース〉
リッジレーサーズからの新コース。グリーンピークハイランドとコースの一部を共有している。前半はマウンテンコース最初のヘアピンから落ちた時の迂回路である。合流後は両脇に岩肌が見え、その後ダムを望む街道を通っていく。アップダウンが非常に激しく、ニトロの使いどころが難しい難コース。

## マシン
今作のマシンは基幹車種9台×チューニング違い3タイプ×レーシングチューンの有無=54台のノーマルカーと、スペシャルクラスマシン4台の計58台が登場する。
クラス1～クラス3はレーシングチューン無しのマシン、クラス4～クラス6はレーシングチューン後の車が登場する。レースは基本的に同クラスのマシン同士で行われる。チューニングはTYPE-S（初期）、TYPE-R、TYPE-Zの3タイプで、TYPE-Sと同じクラスに強化車種として投入される。チューニング度が上がるにつれ、最高速の向上と、初期ニトロ蓄積量のアップが行われる。
以下はマシンとそのメーカーやスペック等の一覧表である。
| マシン                       | メーカー                 | クラス     | ドリフトタイプ |
| ---------------------------- | ------------------------ | ---------- | -------------- |
| FIERA（フィエラ）            | KAMATA（カマタ）         | 1 4        | スタンダード   |
| PROPHETIE（プロフェシー）    | age（アージュ）          | 1 4        | マイルド       |
| BAYONET（ベイオネット）      | DANVER（ダンヴァー）     | 1 4        | ダイナミック   |
| ABEILLE（アベイユ）          | age（アージュ）          | 2 5        | スタンダード   |
| ESPERANZA（エスペランザ）    | GNADE（グナーデ）        | 2 5        | マイルド       |
| BISONTE（ビゾンテ）          | ASSOLUTO（アッソルート） | 2 5        | ダイナミック   |
| FATALITA（ファタリタ）       | ASSOLUTO（アッソルート） | 3 6        | スタンダード   |
| EO（イーオー）               | HIMMEL（ヒンメル）       | 3 6        | マイルド       |
| RAGGIO（ラッジオ）           | SOLDAT（ソルダ）         | 3 6        | ダイナミック   |
| ANGELUS（アンジェラス）      | KAMATA（カマタ）         | スペシャル | スペシャル     |
| CRINALE（クリナーレ）        | SOLDAT（ソルダ）         | スペシャル | スペシャル     |
| PAC-MAN（パックマン）        | NAMCO（ナムコ）          | スペシャル | スペシャル     |
| NEW RALLY-X（ニューラリーX） | NAMCO（ナムコ）          | スペシャル | スペシャル     |

## 関連商品
リッジレーサーズ ダイレクト・オーディオ
本作のサウンドトラック。CD2枚組。キングレコードより2005年4月27日に発売され、2007年3月28日に再発売された。全曲リマスタリングされた物となっている。「Drive U 2 Dancing Remix」等、一部の楽曲はゲーム中とは異なるアレンジが加わっている。

## 備考
海外では『Ridge Racer』というタイトルで発売された。